# Arellano (Aguascalientes)
Arellano es una localidad del estado mexicano de Aguascalientes. Es parte del municipio de Aguascalientes.

## Demografía
| Gráfica de evolución demográfica |
|                                  |

| Censo | Población |
| ----- | --------- |
| 1940  | 63        |
| 1950  | 59        |
| 1960  | 48        |
| 1970  | 764       |
| 1980  | 247       |
| 1990  | 381       |
| 2000  | 1 059     |
| 2010  | 1 382     |
| 2020  | 1 169     |